# Roger Doloy
Roger Doloy est un photographe français né le 25 décembre 1920 à Paris et mort le 22 juin 1998 à Valréas. 
Il est le fondateur, en 1952, des 30×40 / Club photographique de Paris.   

## Biographie
Roger Doloy est né en 1920 à Paris.

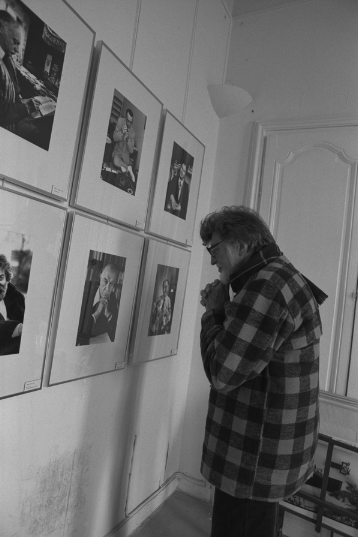
Roger Doloy.

Les 30×40 / Le Club photographique de Paris est un célèbre club de photographie créé à Paris en 1951 par Roger Doloy, Jean-Claude Gautrand et Jean-Pierre Sudre. 
Roger Doloy en était le président et éditait des cahiers bimensuels, Jeune photographie, qui suppléaient à l'absence de photographie (c'était une publication ronéotypée 21×27) par la qualité de ses textes. 
Ce club a compté parmi ses membres six photographes prestigieux, récompensés par le prix Niépce : Jean Dieuzaide, Robert Doisneau, Jean-Pierre Ducatez, Léon Herschtritt, Jean-Louis Swiners et Patrick Zachmann.
Roger Doloy meurt à 77 ans, le 22 juin 1998 à Valréas. Le club photographique de Paris est dissous après sa mort.